# Ampsivari
Ampsivarii, ki jih sodobni pisci včasih omenjajo kot Ampsivari (poenostavitev, ki je viri ne podpirajo), so bili germansko pleme, ki so ga omenjali antični avtorji.
Njihova domovina je bila prvotno okoli srednjega toka reke Ems, ki se izliva v Severno morje na meji med Nemčijo in Nizozemsko. Najverjetneje so živeli med Brukteri »minores« (živeli so ob delti reke IJssel) in Brukteri »maiores«, ki so živeli južno od njih na zgornjem toku Emsa. Domneva se, da je njihovo ime latinska prevedba germanskega "Ems-werer", kar pomeni 'možje iz Emsa'. Rekonstrukcija lokacije drugih plemen na tem območju postavlja Ampsivare na spodnji tok Emsa. Imeni vsaj dveh sodobnih mest odražata ime reke in plemena: Emden (v Nemčiji) in Emmen (na Nizozemskem).

## Tacit
Tacit v svojih Annales pojasnjuje, da so Ampsivarii zavrnili podporo Arminiju v njegovem presenetljivem napadu na tri rimske legije v bitki v Tevtoburškem gozdu leta 9 našega štetja, njihov vodja Boiocalus pa je bil po Arminijevemu ukazu vklenjen.
Leta 58 so jih napadli Havki in jih pregnali iz njihovih dežel ob Emsu. Postali so begunci, ki so jih gostila različna plemena na zahodu Nemčije. Medtem je rimska vojska očistila spodnji Ren, ki so ga uporabljali kot nikogaršnje ozemlje med Germanijo in rimsko Galijo. Principat se je odločil ustaviti širitev cesarstva ob Renu.
Ampsivari so se zdaj potegovali za zemljo in vložili peticijo rimskemu poveljniku v regiji. Njihov poglavar Boiocalus jih je spominil na svojo 50-letno zvestobo. Peticija je naletela na gluha ušesa, vendar Tacit ne pojasni razloga. Rimljani so vztrajali pri meliorum imperia, 'oblasti boljših', kar kaže na to, da so bili Ampsivari povabljeni, da se združijo z Rimljani.
Zasebno so Boiocalusu kot spomin na njegovo 50-letno prijateljstvo obljubili zemljo, čeprav se je čutil dolžnega zavrniti z obrazložitvijo, da bi zaradi tega postal izdajalec. Možno je, da njegovo keltsko ime odraža keltski izvor njegove družine, v tem primeru pa bi lahko šlo za vprašanje izdaje ali pa bi preprosto bilo znano, da je bil zvest Rimu. Kot se je izkazalo, je bila rimska ponudba zadnja, ki so jo Ampsivari prejeli.
Tako so sklenili obrambno zavezništvo s Tenkterji in Brukteri, še dvema plemenoma bodočih Frankov, vendar je bilo to prehitro razmerje premajhno in prepozno. Rimljani so vstopili v deželo Tenkterjev in jim grozili, da jih bodo uničili. Oba zaveznika sta se umaknila iz zavezništva, Rimljani so se umaknili, Ampsivari pa so ostali sami. Ker so se v kritičnem trenutku odločili, da se ne pridružijo nobeni strani, so imeli zdaj proti sebi vse strani.
Šli so navzgor po Renu, nekatera plemena so jih gostila, druga pa so se jim upirala, dokler niso bili vsi borci mrtvi. Preživeli so bili razdeljeni kot praeda, plen, kar pomeni sužnji, različnim plemenom, zato Ptolemaj plemena več ne omenja.

## Sulpicij Aleksander
Ime 'Ampsivarii' je zapisal Sulpicij Aleksander, zgodovinar germanskih plemen, katerega dela so izgubljena, razen citatov v delih Gregorja iz Toursa. V enem citatu se Ampsivari znova pojavijo nekaj sto let po omembi v Tacitu. V citatu je Arbogast († 394), rimski general iz frankovske družine, napadel Franke čez Ren in povzročil nekaj opustošenja. Vojska Hatov in Ampsivarov pod frankovskim poglavarjem Markomerjem je bila opažena na oddaljenem hribu, vendar do spopada ni prišlo. Okoliščine kažejo, da so nekateri Ampsivari našli zatočišče med Hati in so še vedno imeli plemensko identiteto.

## Notitia Dignitatum
Kmalu po smrti Arbogasta cesar Honorij ni imel časa za Franke, saj so Italijo preplavili Goti. Honorij je britanski prošnji za pomoč proti anglosaškim napadalcem odgovoril, da se morajo braniti po najboljših močeh. Notitia Dignitatum, ki navaja rimske enote in njihovo heraldiko, nakazuje, da so bili Franki vzeti kot pomožna enota v rimsko vojsko. Tam se pojavi enota Ampsivarov.